# Skrwilno
Skrwilno – wieś w Polsce, położona w województwie kujawsko-pomorskim, powiecie rypińskim i gminie Skrwilno. Miejscowość jest siedzibą gminy Skrwilno.

## Położenie
Miejscowość znajduje się we wschodniej części województwa kujawsko-pomorskiego, w granicach dawnej ziemi płockiej. Jest położona nad rzeką Skrwą i nad jeziorem Skrwilno.

## Nazwa
Pierwsza potwierdzona źródłowo wzmianka na temat miejscowości pochodzi z 1379 r.; wieś występuje tam pod nazwą Postrquino.
Inne, historyczne odmiany tej nazwy to: Postkrwino, Skqruilno, Skrwino, Stkrwino, Stqwino, Strquinno, Strquino, Strvino, Strwino, Strwinno, Skwilno.
Nazwa miejscowości może wywodzić się od rzeki Skrwy, nad którą jest położona.
W latach 1942–1945 r. niemieckie władze okupacyjne zmieniły nazwę miejscowości na Reselerwalde.

## Historia

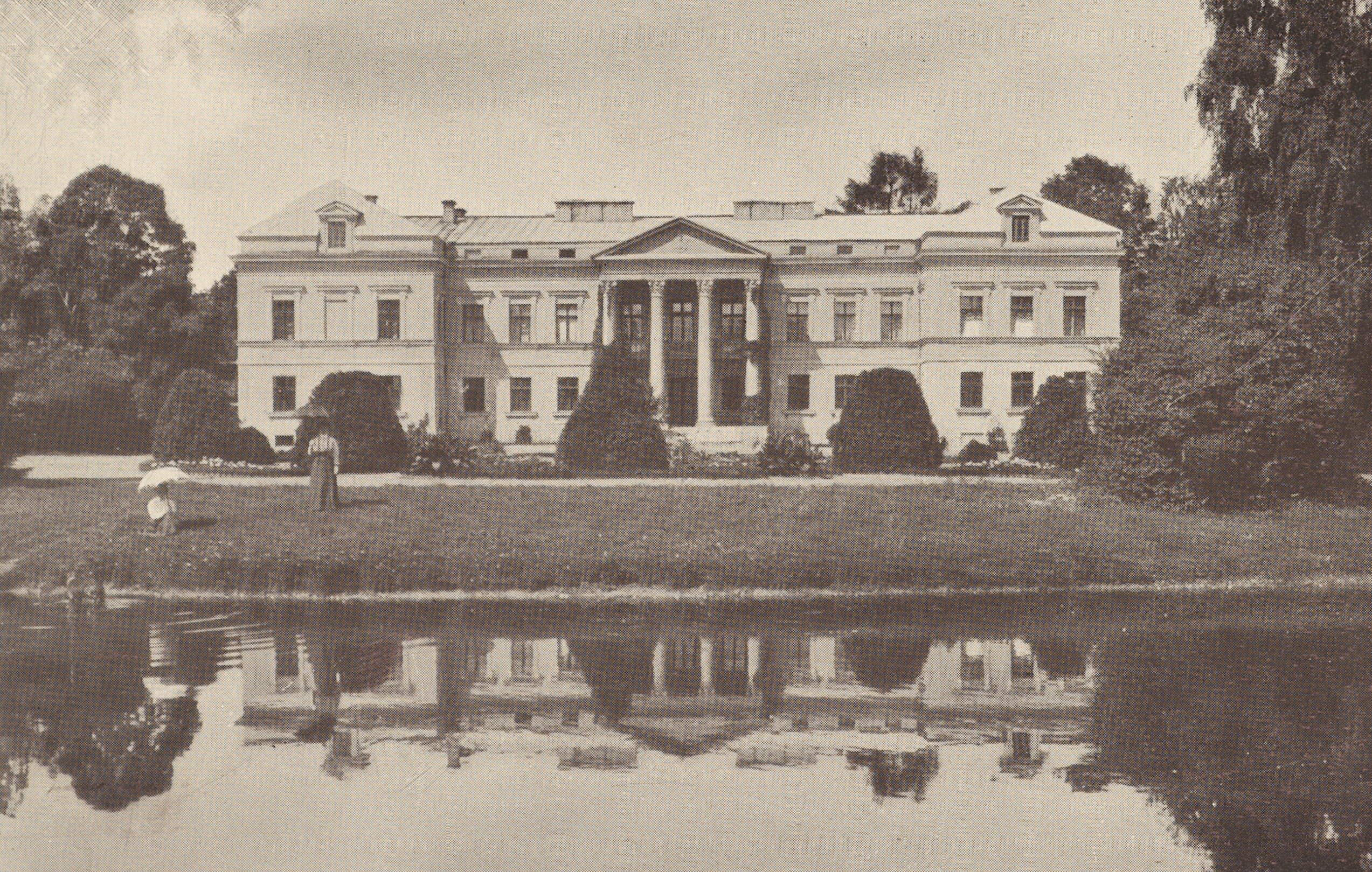
Pałac Jeżewskich w Skrwilnie (zdjęcie sprzed 1911 r.)

- VII–IV w. p.n.e. – pierwsze ślady osadnictwa ludności kultury łużyckiej nad Skrwą[7];
- IX–XII w. – okres istnienia obronnego ośrodka osadniczego na obecnym północno-zachodnim brzegu jeziora Skrwilno[8];
- XII w. – po spaleniu grodu w miejscu obecnej wsi Skrwilno powstaje osada wiejska[9];
- 3 lutego 1379 – biskup płocki Dobiesław eryguje kościół parafialny we wsi Postrquino (należącej do Wojciecha Stryczka, podkomorzego dobrzyńskiego)[3];
- 1793–1807 – po drugim rozbiorze Polski Skrwilno należy do Prus (od 1795 r. w ramach prowincji Prus Nowowschodnich)[10];
- 1807–1815 – Skrwilno znalazło się w granicach Księstwa Warszawskiego (w ramach departamentu płockiego)[11];
- 1815–1915 – miejscowość staje się częścią Królestwa Polskiego[12];
- 1915–1918 – Skrwilno należy do Generalnego Gubernatorstwa Warszawskiego[13];
- 1919–1938 – miejscowość staje się częścią II Rzeczypospolitej (do 1938 r. w ramach województwa warszawskiego, później województwa pomorskiego)[14];
- 1939–1945 – Skrwilno (od 1942 r. jako Reselerwalde) jest częścią III Rzeszy Niemieckiej (w ramach okręgu Gdańsk-Prusy Zachodnie)[15];
- 1939–1945 – w okresie okupacji niemieckiej w lasach skrwileńskich (w pobliżu wsi Rak) hitlerowcy – w tym członkowie Selbstschutzu – zamordowali i pochowali kilka tysięcy osób (głównie z powiatu rypińskiego, więzionych w „Domu Kaźni” w Rypinie)[16];
- 1945–1950 – miejscowość jest częścią województwa pomorskiego[17];
- 1950–1975 – Skrwilno należy do województwa bydgoskiego[18];
- 1954–1972 – miejscowość jest siedzibą gromady Skrwilno[19];
- 1975–1998 – Skrwilno jest częścią województwa włocławskiego[20].

### Grodzisko w Skrwilnie

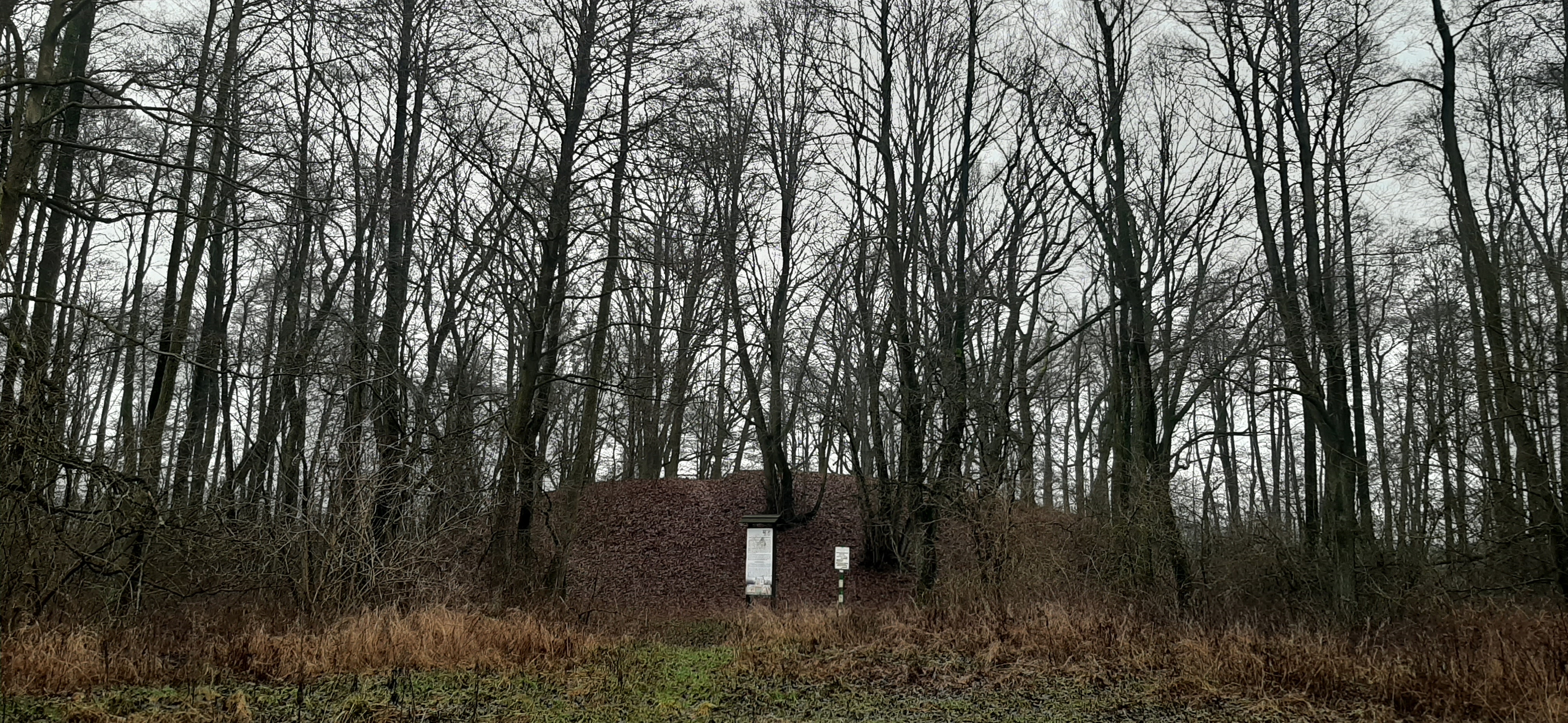
Grodzisko wczesnośredniowieczne „Okop” na terenie wsi Skrwilno (na obecnym północno-zachodnim brzegu jeziora Skrwilno)

Prowadzone w latach 1961–1966 badania archeologiczne (pod kierunkiem mgr Jadwigi Chudziakowej z Uniwersytetu Mikołaja Kopernika) ujawniły, że od drugiej połowy IX do końca XII wieku na wyspie na jeziorze Skrwilno znajdowało się gród. Miejsce to pełniło rolę przygranicznej warowni, broniącej mieszkający tu szczep Polan przed najazdami Prusów. Mieszkańcy grodu zajmowali się łowiectwem, hodowlą i rybołówstwem.
W XII w. gród został spalony (najprawdopodobniej w wyniku ataku Prusów). Okoliczność ta, połączona z wysychaniem jeziora i zwężaniem się koryta rzeki Skrwy, zadecydowała o porzuceniu dotychczasowej lokalizacji. Nowa osada wiejska powstała w miejscu obecnej wsi Skrwilno.
Pozostałością po grodzie jest wał ziemny, znajdujący się na obecnym północno-zachodnim brzegu jeziora Skrwilno. Miejsce to było określane w XIX w. jako okop szwedzki (lub okopy szwedzkie).

### Skarb ze Skrwilna

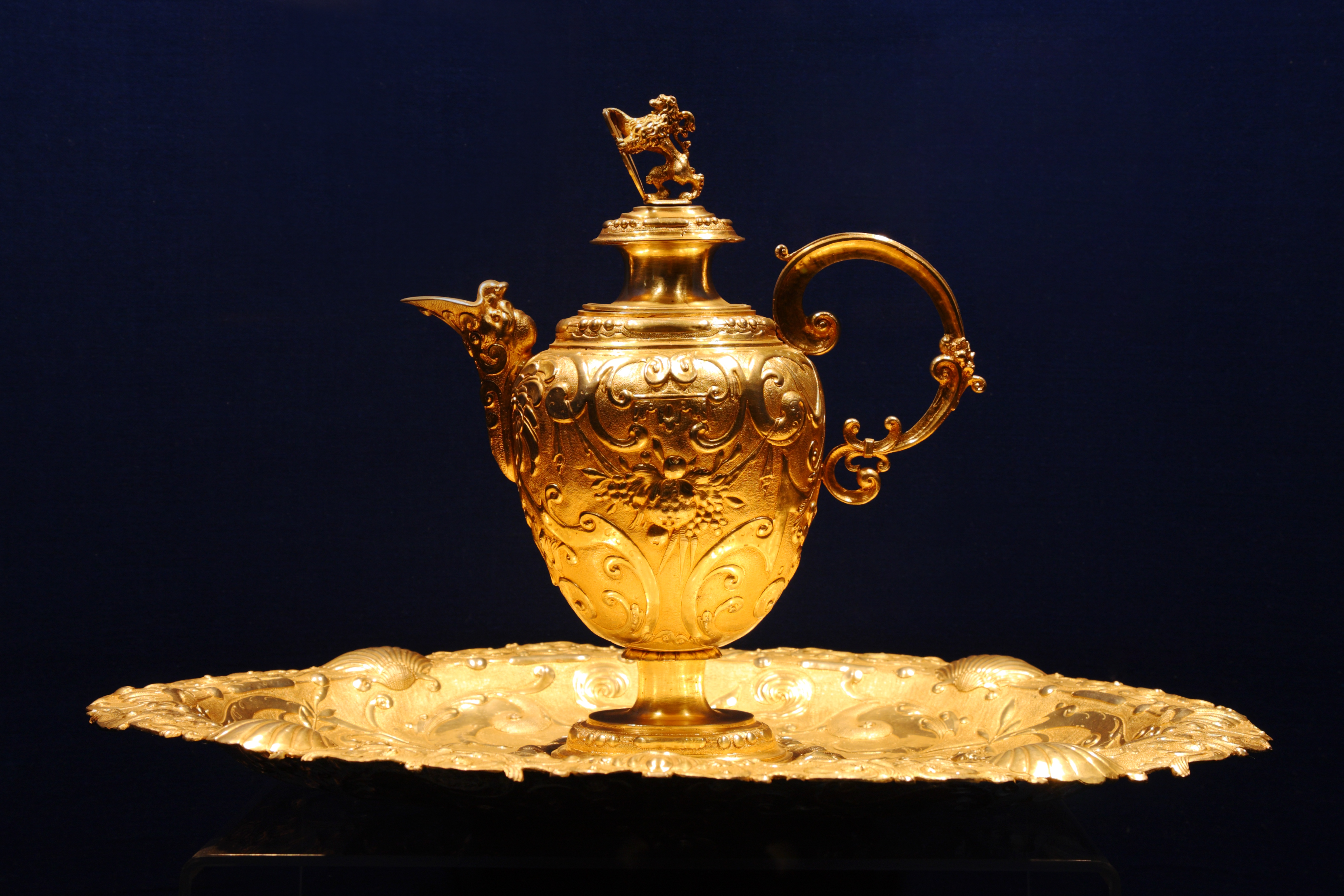
Naczynie do ablucji – część skarbu ze Skrwilna

W 1961 r., w trakcie prowadzenia prac archeologicznych na terenie grodziska w Skrwilnie, odnaleziono kolekcję dzieł złotniczych i klejnotów pochodzących z przełomu XVI i XVII wieku. Przedmioty te zostały zakopane w okresie potopu szwedzkiego.
Skarb ze Skrwilna znajduje się obecnie w Muzeum Okręgowym w Toruniu.

## Demografia
Według stanu na 31 grudnia 2020 r. wieś zamieszkiwało 1515 osób.

## Transport
Komunikacja autobusowa (realizowana przez Kujawsko-Pomorski Transport Samochodowy) zapewnia połączenie Skrwilna z Rypinem.

## Edukacja
W latach 2003–2024 na terenie miejscowości działał Zespół Szkół w Skrwilnie, który został zlikwidowany 31 sierpnia 2024 roku.
Działające placówki:
- Szkoła Podstawowa im. Adama Mickiewicza w Skrwilnie założona w 1975 roku[28].
- Gminne Przedszkole w Skrwilnie założone w 1991 roku[29].

## Sport
W 1966 r. rozpoczął działalność Ludowy Klub Sportowy „Skrwa” (obecnie Gminny Ludowy Klub Sportowy „Skrwa Skrwilno”).
Od 1995 r. corocznie w październiku organizowany jest Bieg Niepodległości.
W październiku 2010 r. otwarto halę sportową, sąsiadującą z Zespołem Szkół w Skrwilnie.
Od 2016 r. w Skrwilnie odbywają są zawody nordic walking, organizowane przez Polską Federację Nordic Walking.

## Zabytki i atrakcje turystyczne

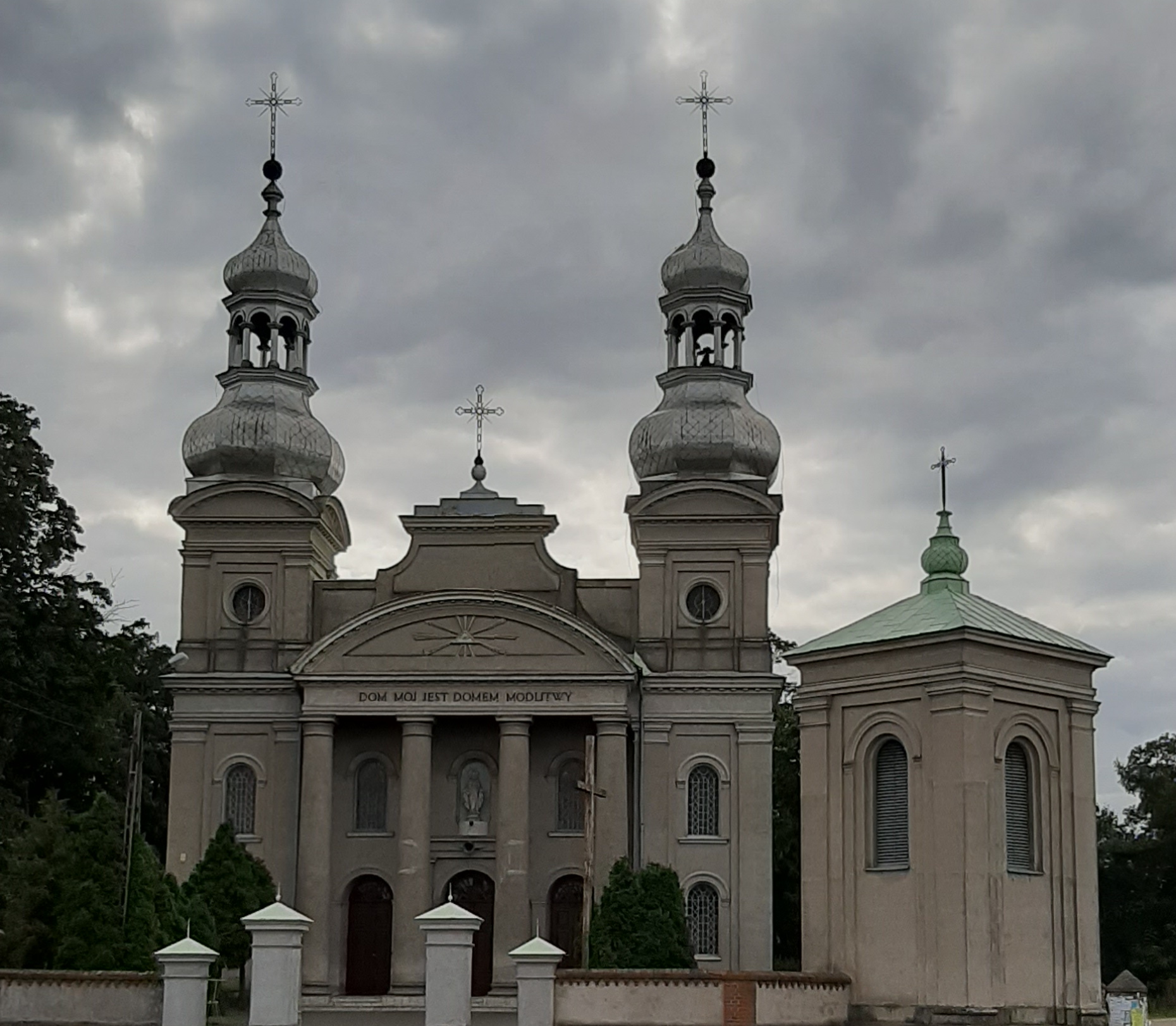
Kościół pod wezwaniem świętej Anny, dzwonnica oraz mur z bramą

Zabytki wpisane do rejestru zabytków:
- zespół kościoła parafialnego pw. św. Anny[37]:
  - kościół,
  - dzwonnica (kaplica pogrzebowa),
  - mur z bramą,
- kwatera grobowa rodziny Chełmickich na cmentarzu parafialnym[38],
- kwatera grobowa rodziny Cissowskich i Witke-Jeżewskich na cmentarzu parafialnym[39],
- park dworski[40].

Na cmentarzu parafialnym znajduje się ponadto mogiła powstańców styczniowych, którzy zginęli w potyczce 25 lutego 1863 r. pod Rudą.

## Religia
Miejscowość jest siedzibą rzymskokatolickiej parafii Skrwilno. Tu znajduje się także parafialny kościół św. Anny.